# Liste des maires de Sevran
Depuis la Révolution française, les paroisses françaises deviennent des municipalités selon la loi du 22 décembre 1789, décret du 14 décembre 1789. Voici la liste des maires successifs de Sevran en Seine-Saint-Denis depuis 1790.

## Liste des maires

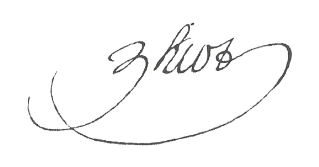

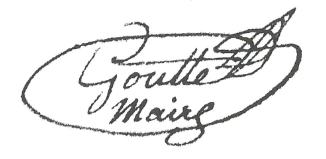

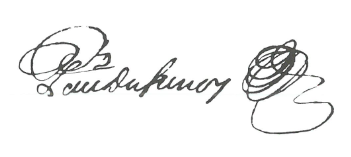

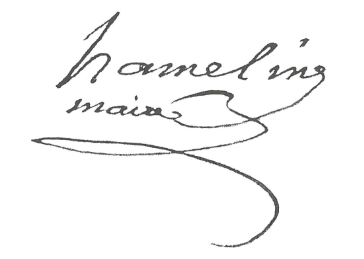

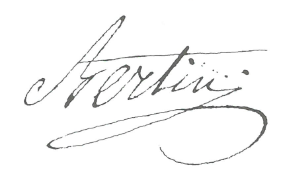

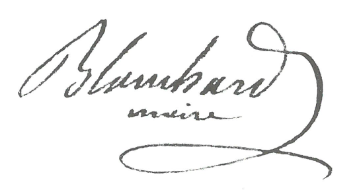

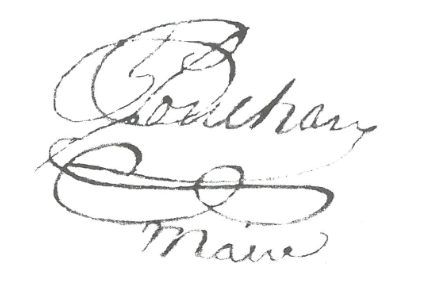

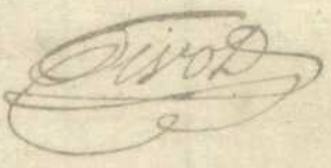

| Période | Période                      | Identité                              | Étiquette                        | Qualité |
| ------- | ---------------------------- | ------------------------------------- | -------------------------------- | --- |
| 1790    | 1792                         | Joseph-Joachim Riot                   |                                  | Bourgeois de Paris et membre de l'Assemblée législative pour le district de Gonesse, il habite à la Maison des Princes à Sevran jusqu'en 1792. |
| 1792    | 1796                         | Jean-Baptiste Goutte                  |                                  | Charron, député adjoint à la signature du cahier de Doléances, le 2 avril 1789 |
| 1796    | 1798                         | Simon Petit-Dufrénoy,Hamelin,Hanoteau |                                  | Ancien Procureur au Châtelet |
| 1798    | 1803                         | Pierre-Narcisse Hamelin               |                                  | Marchand de bois, il est tout d'abord, agent municipal en 1798 puis maire provisoire en 1800 et enfin maire de 1800 à 1803. |
| 1803    | 1808                         | Léonard-Alexis Bertin                 |                                  | Ex-président de la Chambre des Comptes |
| 1808    | 1811                         | Louis-Nicolas Blanchard               |                                  | |
| 1811    | 1837                         | Philippe Touchard                     |                                  | Administrateur des messageries royales,il devient propriétaire de la ferme de Montceleux en 1812, de celle de la Fossée en 1818 puis du domaine du Fayet. C'est sous ses mandats qu'il obtient l'autorisation de tirer trois pouces d'eau dans le canal de l'Ourcq pour la fontaine de Sevran. |
| 1837    | 1845                         | Nicolas-Martin Pivot                  |                                  | Épicier, il devient propriétaire terrien en 1841. Il est adjoint au maire Philippe Touchard, puis devient maire de Sevran de 1837 à 1844. C'est sous son mandat qu'est acheté le bâtiment de Jean-Louis Narcisse Hamelin de 1740 pour y bâtir la mairie et l'école. Il est l'un des principaux instigateurs de la construction des voies ferrées permettant de mener le gypse des carrières de Livry-Gargan jusqu'au canal |
| 1845    | 1871                         | Jean-Louis Narcisse Hamelin           |                                  | Cultivateur-fermier à la Fossée. C'est sous son mandat que s'installe la ligne de chemin de fer "Paris-Soissons" avec la construction d'une gare sur la commune en 1862. |
| 1871    | 1884                         | Eugène Anatole Porché                 |                                  | Avocat à la cour d'Appel de Paris |
| 1884    | 1888                         | Léon-Claude Savoye                    |                                  | Facteur de pianos |
| 1888    | 1891                         | Gaston Hippolyte David                |                                  | Ancien cultivateur et propriétaire rentier |
| 1891    | 1900                         | Léon Claude Savoye                    |                                  | Ancien maire de 1884 à 1888. C'est sous son mandat qu'est achetée la propriété Nobel pour y installer la mairie et l'école. |
| 1900    | 1906                         | Hippolyte Armand Deriencourt          |                                  | Employé aux Chemins de fer |
| 1906    | 1918                         | Augustin Moreau                       |                                  | Cultivateur et propriétaire de la ferme de Fontenay-le-Bel |
| 1918    | 1923                         | Alphonse Léon Dauvergne               |                                  | Professeur au lycée Chaptal |
| 1923    | 1928                         | Jules-César Tournoud                  | Radical                          | Entrepreneur en maçonnerie. C'est sous son mandat qu'est construite l'école Victor-Hugo. |
| 1928    | 1931                         | Eugène Petit-Pas                      |                                  | Cultivateur la ferme de Fontenay-le-Bel |
| 1931    | 1938                         | Louis Fernet                          | PCF                              | Conseiller général d'Aulnay-sous-Bois-Nord. C'est sous son mandat que sont inaugurés un cours complémentaire à l'école du centre et le centre médical de Santé. (1934 → 1939) |
| 1938    | 1939                         | Gaston Bussière                       | PCF                              | Trempeur d'acier (cémanteur),il entre en résistance et est fusillé le 21 septembre 1942. La place Gaston-Bussière lui rend hommage. |
| 1939    | 1941                         | Edmond-Louis Sergent                  |                                  | Président de la Délégation spéciale et Pharmacien |
| 1941    | 1944                         | Georges Saint-Aubin                   |                                  | Président de la Délégation spéciale et Président de la Croix-Rouge |
| 1944    | 1944                         | Georges Fournier                      |                                  | Administrateur provisoire à la libération de Sevran |
| 1944    | 1945                         | Marius Urbain                         |                                  | |
| 1945    | 1947                         | Joseph Bouteila                       |                                  | Entrepreneur en maçonnerie, il construit plusieurs maisons du centre de Sevran. |
| 1947    | 1959                         | Claude Ruch                           | SFIO                             | C'est sous son mandat que commence la politique d'urbanisation de Sevran. |

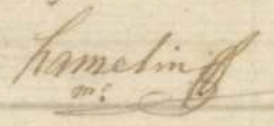

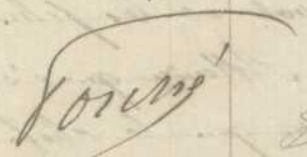

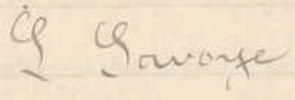

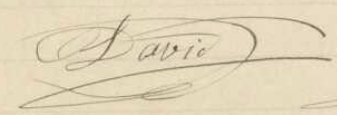

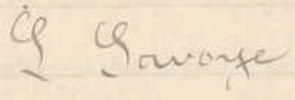

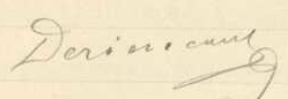

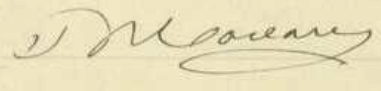

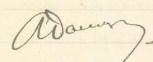

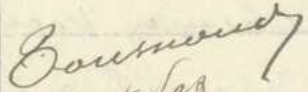

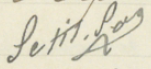

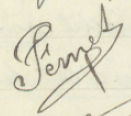

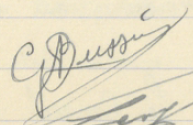

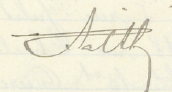

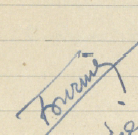

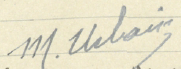

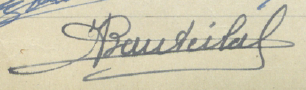

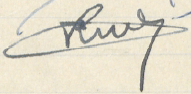

| 1959    | 1977                         | André Toutain                         | PS                               | André Toutain (1er mars 1905 à Nîmes - 10 octobre 1978 à Saint-Médard-en-Jalles en Gironde) est maire de Sevran de 1959 à 1977, conseiller général du canton de Sevran de 1967 et 1978. Il est décoré de l'ordre du Mérite social. Employé de la marine en 1947, puis comptable en 1953, il devient maire de Sevran en 1959 après avoir été secrétaire de la section socialiste de Sevran (en 1953) et élu conseiller municipal. Une avenue de Sevran porte son nom En 1964, il est candidat aux dernières élections cantonales pour le département de Seine-et-Oise, dans le nouveau canton de Sevran. Il est réélu maire en 1971 en étant le seul socialiste du département, avec Alfred-Marcel Vincent à Livry-Gargan, à mener une liste opposée aux communistes, qui se retirent au deuxième tour. C'est sous son mandat que sont construits les grands ensembles des Beaudottes et de Rougemont[réf. nécessaire]. Resté fidèle à l’anticommunisme, il rejette de nouveau l'Union de la gauche pour les élections municipales de 1977 ce qui lui vaut son exclusion du PS. Sa liste est battue par celle menée par le communiste Bernard Vergnaud, à parité PCF–PS. De 1967 à 1978,, il est conseiller général de la Seine-Saint-Denis du canton de Sevran,. |

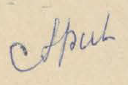

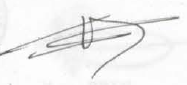

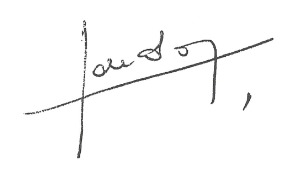

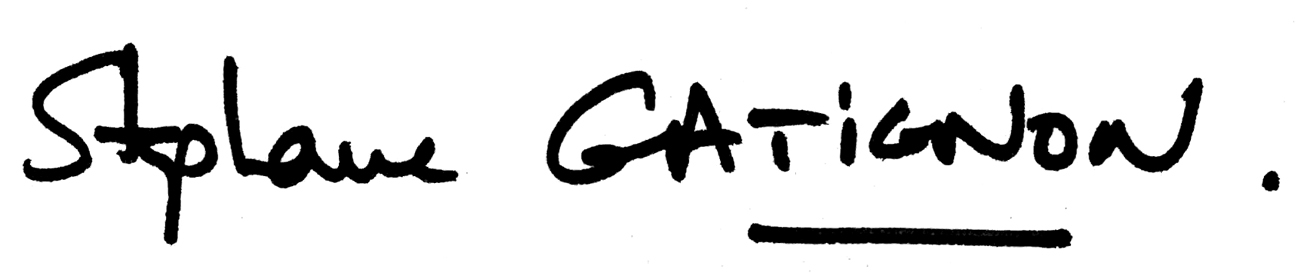

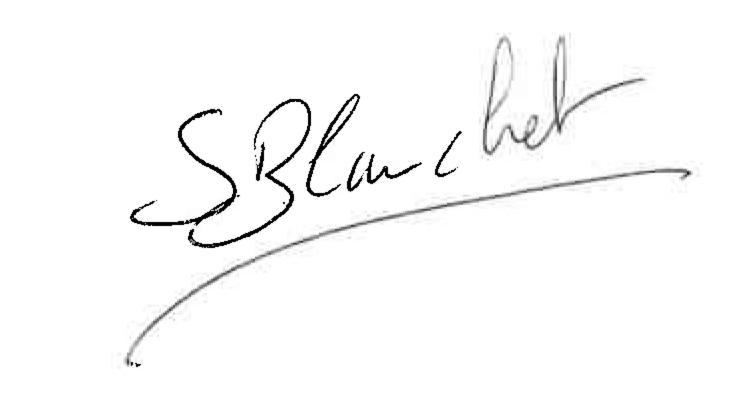

| 1977    | 1995                         | Bernard Vergnaud                      | PCF                              | Mécanographe. C'est sous son mandat que la démographie de Sevran connait une forte augmentation.Conseiller général de Sevran (1979 → 1998) |
| 1995    | 2001                         | Jacques Oudot                         | RPR puis RPF                     | Fondé de pouvoir d'agent de change. C'est sous son mandat qu'est impulsée une forte politique culturelle. Député de Seine-Saint-Denis (1986 → 1988) |
| 2001    | 2018                         | Stéphane Gatignon                     | PCF puis EELV puis Écologistes ! | Conseiller général de Sevran (2004 → 2011) Conseiller régional (2010 → 2015) |
| 2018    | En cours (au 9 juillet 2021) | Stéphane Blanchet                     |                                  | Né à Aulnay-sous-Bois, fils d’une infirmière et d’un directeur de production audiovisuelle, il est archiviste à Clichy-sous-Bois. Stéphane Blanchet succède à Stéphane Gatignon le 15 mai 2018. Depuis le 27 juin 2021, Stéphane Blanchet est devenu conseiller départemental du 19e canton Sevran-Villepinte. |